# Gréoux-les-Bains
Gréoux-les-Bains is een gemeente in het Franse departement Alpes-de-Haute-Provence (regio Provence-Alpes-Côte d'Azur). De plaats maakt deel uit van het arrondissement Digne-les-Bains. Gréoux-les-Bains telde op 1 januari 2022 3.088 inwoners.

## Geografie
De oppervlakte van Gréoux-les-Bains bedroeg op 1 januari 2022 69,46 vierkante kilometer; de bevolkingsdichtheid was toen 44,5 inwoners per km².
De onderstaande kaart toont de ligging van Gréoux-les-Bains met de belangrijkste infrastructuur en aangrenzende gemeenten.

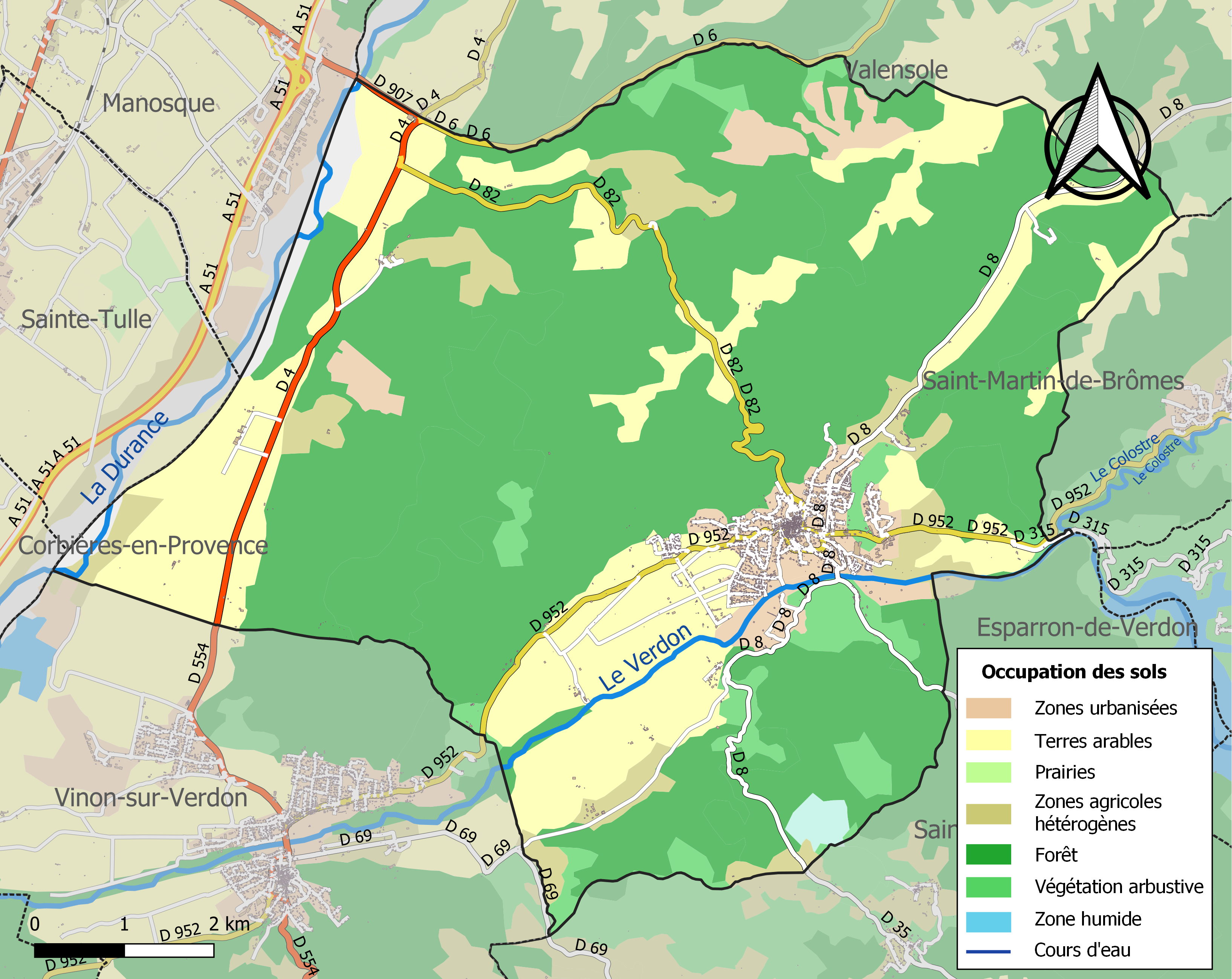

## Demografie
Onderstaande figuur toont het verloop van het inwonertal (bron: INSEE-tellingen).
Vanwege een beveiligingsprobleem met de MediaWiki Graph-software is het momenteel niet mogelijk deze grafiek weer te geven. Zodra de software is bijgewerkt zal de grafiek vanzelf weer zichtbaar worden.